# Attila Buday
Attila Buday (Budapest, 28 de junio de 1974) es un deportista canadiense que compitió en piragüismo en la modalidad de aguas tranquilas, hijo del piragüista húngaro Tamás Buday y hermano del también llamado Tamás Buday.
Ganó tres medallas de plata en el Campeonato Mundial de Piragüismo entre los años 2002 y 2006. En los Juegos Panamericanos consiguió tres medallas de plata, en los años 1995 y 1999.

## Palmarés internacional
| Campeonato Mundial   | Campeonato Mundial           | Campeonato Mundial | Campeonato Mundial |
| Año                  | Lugar                        | Medalla            | Competición        |
| -------------------- | ---------------------------- | ------------------ | ------------------ |
| 2002                 | Sevilla (España)             | Medalla de plata   | C4 1000 m          |
| 2003                 | Gainesville (Estados Unidos) | Medalla de plata   | C4 1000 m          |
| 2006                 | Szeged (Hungría)             | Medalla de plata   | C2 1000 m          |
| Juegos Panamericanos |                              |                    |                    |
| Año                  | Lugar                        | Medalla            | Competición        |
| 1995                 | Mar del Plata (Argentina)    | Medalla de plata   | C1 500 m           |
| 1995                 | Mar del Plata (Argentina)    | Medalla de plata   | C2 1000 m          |
| 1999                 | Winnipeg (Canadá)            | Medalla de plata   | C2 1000 m          |